# USS Congress (1799)
USS Congress − trzeci okręt United States Navy o tej nazwie − został zaprojektowany jako trzymasztowa, żaglowa, uzbrojona w 38 dział, ciężka fregata. Była jedną z pierwszych sześciu fregat zbudowanych na polecenie Kongresu USA. Konstruktor wszystkich sześciu okrętów, Joshua Humphreys, zaprojektował je tak, by stanowiły główną siłę młodej floty. Początkowo fregaty miały nosić nazwy zaczynające się od litery „A” do „F”, ale w marcu 1795 roku sekretarz wojny Timothy Pickering przedstawił własną listę nazw. Prezydent George Washington wybrał ostatecznie pięć z nich: „Constitution”, „United States”, „President”, „Constellation” i „Congress” jako zgodne z pryncypiami konstytucji Stanów Zjednoczonych. Okręt zbudował James Hackett w Portsmouth (New Hampshire), gdzie też odbyło się, 15 sierpnia 1799 roku, wodowanie.
Pierwszymi zadaniami nowej fregaty była ochrona amerykańskich statków handlowych w czasie quasi-wojny z Francją i walka z piratami w czasie I wojny berberyjskiej. Podczas wojny roku 1812 „Congress”, wraz z siostrzaną fregatą USS „President”, odbył kilka długich oceanicznych rejsów i zdobył (lub uczestniczył w zdobywaniu) 20 brytyjskich statków. Pod koniec 1813 roku, wobec braku materiałów na remont, okręt został odstawiony do rezerwy. Wrócił do służby w roku 1815, by wziąć udział w II wojnie berberyjskiej. W latach dwudziestych XIX wieku brał udział w zwalczaniu piractwa w Indiach Zachodnich, a nadto odbył kilka podróży do Ameryki Południowej i był pierwszym amerykańskim okrętem wojennym, jaki zawinął do Chin. Ostatnie dziesięć lat służby „Congress” spędził jako hulk mieszkalny, aż został, w roku 1834, skreślony z listy okrętów US Navy i rozebrany.

## Budowa
W roku 1785 amerykańskie statki handlowe zaczęły padać łupem piratów berberyjskich, głównie z Trypolisu i Algieru, grasujących na Morzu Śródziemnym. Kongres zareagował na to, wydając Ustawę Morską z roku 1794. Ustawa ta zapewniała fundusze na budowę sześciu fregat z zastrzeżeniem, że budowa zostanie wstrzymana w chwili zawarcia traktatu pokojowego z Algierem.
Zaprojektowane przez Joshuę Humphreysa fregaty miały być długie i wąskie. W konstrukcji zastosowano diagonalne żebrowanie (celem zmniejszenia wzdłużnego wyginania się kadłubów) i bardzo ciężkie poszycie. Dawało to kadłubom znacznie większą odporność niż we fregatach o lżejszej konstrukcji. Wobec tego, że młode Stany Zjednoczone nie mogły równać się liczbą okrętów z europejskimi potęgami, projekt Humphreysa zakładał, że jego fregaty będą na tyle potężne, by pokonać fregaty przeciwnika, a jednocześnie dość szybkie, by ujść okrętom liniowym.
Stępka została położona w drugiej połowie 1795 roku, w stoczni w Portsmouth, New Hampshire. Budowniczym był James Hackett, który pracował pod nadzorem komandora Jamesa Severa. Budowa przebiegała wolno, a w marcu 1796 roku została całkowicie wstrzymana, na wieść o zawarciu traktatu pokojowego z Algierem. „Congress” stał niewykończony w stoczni aż do roku 1798, kiedy to pogarszające się stosunki z Francją doprowadziły do wybuchu quasi-wojny. Na prośbę ówczesnego prezydenta Johna Adamsa Kongres zatwierdził 16 lipca fundusze na ukończenie budowy.

### Uzbrojenie

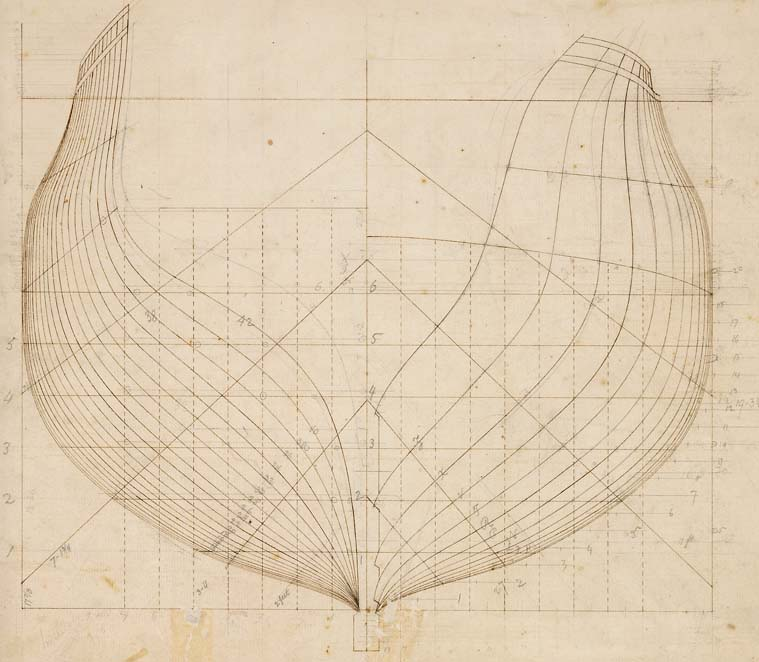
Rysunek techniczny przedstawiający plan budowy fregat „Congress” i „Constellation”

Naval Act z roku 1794 określał fregaty jako okręty 36-działowe. Jednakże „Congress” i siostrzany USS „Constellation” zostały sklasyfikowane jako 38-działowe ze względu na ich rozmiary: 50 m długości i 12 m szerokości.
Klasyfikowanie według liczby dział oznaczało jedynie wielkości przybliżone; „Congress” często miewał na pokładach nawet 48 dział. Okręty w tamtych czasach nie miały stałych baterii dział; działa były przenośne i często okręty wymieniały się nimi w zależności od potrzeb. Każdy dowódca modyfikował uzbrojenie swego okrętu względem własnych upodobań, biorąc pod uwagę takie czynniki, jak ogólny tonaż ładunku, liczba załogi i planowany kurs żeglugi. W konsekwencji uzbrojenie okrętu mogło się często zmieniać.
W czasie swego pierwszego rejsu w quasi-wojnie przeciwko Francji „Congress” był uzbrojony w czterdzieści dział, w tym dwadzieścia osiem 18-funtowych i dwanaście 9-funtowych. W czasie patroli w wojnie brytyjsko-amerykańskiej miał na pokładach czterdzieści cztery działa, w tym dwadzieścia cztery 18-funtowe i dwadzieścia 32-funtowych.

## Niewypowiedziana wojna
„Congress” został zwodowany 15 sierpnia 1799 roku, rozpoczynając służbę pod dowództwem komandora Severa. Po wyposażeniu i uzbrojeniu w Rhode Island, fregata wyruszyła 6 stycznia 1800 roku w swą dziewiczą podróż, by w towarzystwie USS „Essex” eskortować statki handlowe zdążające do Indii Wschodnich. Sześć dni później, zaskoczona nawałnicą, straciła wszystkie trzy maszty. Stało się tak dlatego, że olinowanie okrętu było zakładane i naprężane w chłodnym klimacie i uległo zwiotczeniu gdy okręt wszedł na cieplejsze wody. Z braku właściwego naprężenia olinowania wszystkie maszty runęły zabijając jednego członka załogi, próbującego usztywnić grotmaszt.
Załoga zdołała zainstalować pomocniczy żagiel i zawrócić do Gosport Navy Yard na remont. Na miejscu część młodszych oficerów z załogi Severa oświadczyła, że nie ma zaufania do niego, jako dowódcy. Przeprowadzone zostało dochodzenie, w wyniku którego komandor Sever został oczyszczony z zarzutów i pozostał dowódcą fregaty, zaś wielu ludzi z jego załogi zostało wkrótce przeniesionych na USS „Chesapeake”.
Po sześciu miesiącach spędzonych w porcie, kiedy to remontowano takielunek fregaty, USS „Congress” wyszedł w morze 26 lipca, kierując się do Indii Zachodnich. Brał udział w rutynowych patrolach eskortując amerykańskie statki handlowe i ścigając jednostki francuskie. Dwukrotnie omal nie wszedł na mieliznę: po raz pierwszy, gdy ścigał francuskiego korsarza, znalazł się na płytkich wodach, gdzie widać było, tuż pod powierzchnią, spore skały; chociaż głębokość, na jakiej znajdowały się ich wierzchołki, nie była znana, Sever kazał natychmiast zaprzestać pościgu i zawrócić na głębsze wody. Za drugim razem do zagrożenia doszło koło wysp Caicos, kiedy to w nocy prąd zepchnął okręt w stronę raf. O świcie zauważył niebezpieczeństwo marynarz czuwający na oku.
Traktat pokojowy z Francją został ratyfikowany 3 lutego 1801 roku, a „Congress” wrócił do Bostonu w kwietniu. Zgodnie z ustawą Kongresu przegłosowaną 3 marca i podpisaną przez prezydenta Adamsa, trzynaście fregat, będących w tym czasie w służbie, miało przejść do rezerwy. W drodze do Washington Navy Yard, „Congress” mijał Mount Vernon; komandor Sever kazał zrzucić żagle, opuścić banderę do połowy masztu i oddać salut z 13 dział ku czci niedawno zmarłego pierwszego prezydenta. Po przybyciu do Waszyngtonu „Congress” został wycofany ze służby wraz z USS „United States” i USS „New York”.

## Wojna z piratami
Gdy Stany Zjednoczone zajęte były wojną z Francją, kłopoty z państwami berberyjskimi zostały tymczasowo zażegnane zapłaceniem haraczu, który miał dawać gwarancję, że amerykańskie statki handlowe nie będą napadane. Jednak w 1801 roku Jusuf Karamanli, pasza Trypolisu, niezadowolony z wysokości otrzymanego haraczu (w porównaniu z Algierem), zażądał zapłacenia mu natychmiast 225 000 USD. W odpowiedzi Thomas Jefferson wysłał na Morze Śródziemne eskadrę fregat, by chronić żeglugę amerykańską i wymusić na państwach berberyjskich ostateczne zawarcie pokoju.
Dowódca pierwszej eskadry, Richard Dale na USS „President”, otrzymał rozkaz eskortowania statków handlowych w basenie Morza Śródziemnego i prowadzenia negocjacji z władcami państw berberyjskich. Drugą eskadrą dowodził Richard Valentine Morris na USS „Chesapeake”, jednak tak źle wywiązywał się ze swoich obowiązków, że został odwołany, a w roku 1803 usunięty z US Navy. Trzecia eskadra, dowodzona przez Edwarda Preble'a na USS „Constitution”, w połowie 1804 roku zbombardowała Trypolis.
Prezydent Jefferson postanowił w kwietniu zluzować eskadrę Preble'a, w związku z czym wydał rozkaz, by cztery fregaty wyszły jak najszybciej w morze. Fregatami „President”, „Congress”, „Constellation” i „Essex” dowodził Samuel Barron. „Congress”, dowodzony przez Johna Rodgersa, wymagał pilnych napraw, minęły więc dwa miesiące nim eskadra była gotowa. Wyruszyła w końcu czerwca, a do Gibraltaru przybyła 12 sierpnia. „Congress” i „Essex” zostały natychmiast wysłane na patrol w okolice Tangeru, a gdy wróciły po trzech tygodniach do Gibraltaru, „Congress” pożeglował do Trypolisu.
„Congress”, wraz z „Constellation”, brał udział w blokadzie Trypolisu i zdobył piracką szebekę, zanim nie odpłynął w październiku na Maltę celem dokonania napraw. 6 listopada Rodgers objął dowodzenie na „Constitution”, a jego miejsce na „Congress” zajął Stephen Decatur. Następnym odnotowanym okresem działalności okrętu był początek lipca 1805 roku, kiedy to został wysłany, wraz z USS „Vixen”, do Tunisu. 23 lipca dołączyły do nich inne okręty US Navy. Na początku września „Congress” zawiózł do Waszyngtonu ambasadora Tunisu. Potem, zakotwiczony w Washington Navy Yard, służył do roku 1807 jako szkoła kadetów marynarki.

## Wojna w roku 1812

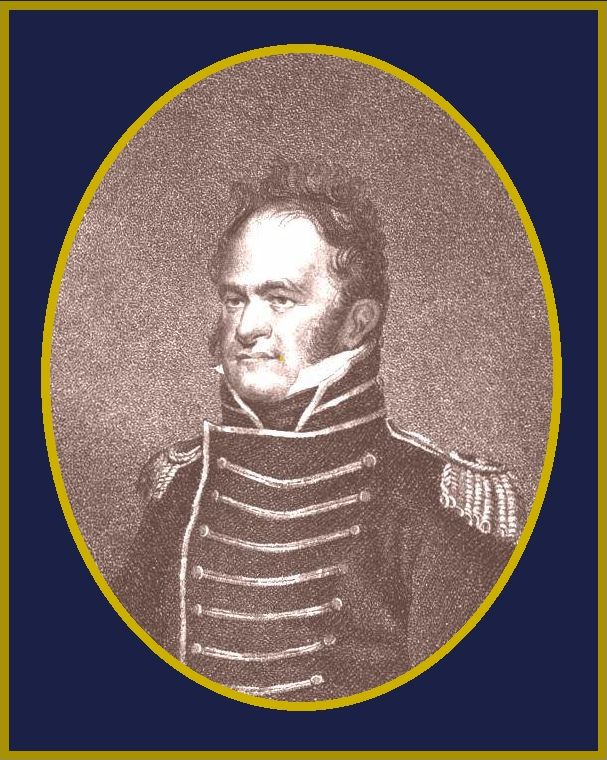
Komandor John Rodgers w 1813 roku

W roku 1811 „Congress” przeszedł poważny remont, by następnie wrócić do służby pod rozkazami komandora Johna Smitha. Do wypowiedzenia wojny, co nastąpiło 18 czerwca 1812 roku, okręt odbył kilka rutynowych patroli. W chwili wybuchu wojny został włączony do eskadry komodora Rodgersa, w skład której wchodziły także USS „Argus”, USS „Hornet”, USS „President” i   USS „United States”.
Wkrótce po wyjściu eskadry w morze Rogers otrzymał wiadomość z mijanego amerykańskiego statku handlowego o flotylli brytyjskich statków płynących z Jamajki do Europy. „Congress” ruszył w ślad za flotyllą, ale musiał zawrócić, bowiem „President” podjął 23 czerwca pościg za brytyjską fregatą HMS „Belvidera”. „Congress” podążał za „Presidentem” w czasie pościgu, strzelając ze swych dziobowych dział w kierunku uchodzącej „Belvidery”, ale bezskutecznie. Nie mogąc dopaść brytyjskiej fregaty eskadra ponownie ruszyła za flotyllą z Jamajki. 1 lipca załogi dostrzegły na wodzie skorupy orzechów kokosowych i skórki pomarańczowe, widomy ślad statków z Jamajki. Eskadra, nie widząc nieprzyjacielskich statków, dopłynęła na odległość jednego dnia żeglugi od wejścia do kanału La Manche, gdzie Rodgers kazał zawrócić. W drodze do Bostonu „Congress” uczestniczył w przechwyceniu siedmiu statków handlowych, w tym także zagarniętego wcześniej przez Brytyjczyków amerykańskiego statku.
8 października „President” i „Congress” wyruszyły z Bostonu w drugi rejs przeciwko Brytyjczykom. 31 października oba okręty podjęły pościg za HMS „Galatea” eskortującą dwa statki handlowe. Akcja trwała około trzech godzin, w którym to czasie „Congress” zdobył brytyjski statek handlowy. Tymczasem „President” nadal podążał za „Galateą”, ale stracił ślad po zapadnięciu ciemności. Obie fregaty współdziałały przez cały listopad, ale nie napotkały ani jednego statku czy okrętu brytyjskiego. W drodze powrotnej do Stanów Zjednoczonych minęły od północy Bermudy i – kierując się na Virginia Capes – zawinęły do Bostonu 31 grudnia. W czasie całego rejsu obie fregaty zdobyły dziewięć pryzów.
„Congress” i „President” były blokowane w Bostonie przez Royal Navy do 30 kwietnia 1813 roku, kiedy to udało im się prześlizgnąć niepostrzeżenie i udać się w trzeci wojenny rejs. 2 maja podjęły pościg za HMS „Curlew”, ale brytyjski okręt okazał się szybszy i uszedł. „Congress” odłączył się 8 maja od „Presidenta”, by rozpocząć patrole pomiędzy Wyspami Zielonego Przylądka a wybrzeżem Brazylii. Fregacie udało się schwytać jedynie cztery małe brytyjskie statki handlowe i pod koniec 1813 roku wróciła do Portsmouth Navy Yard na remont. Na tym etapie wojny materiały i pracownicy stoczni byli przenoszeni w rejon Wielkich Jezior, co spowodowało braki środków niezbędnych do dokonania napraw. W tej sytuacji zdecydowano odstawić okręt do rezerwy, w jakim to stanie pozostawał do końca wojny.

## Druga wojna z piratami
Gdy tylko Stany Zjednoczone wypowiedziały w roku 1812 wojnę Wielkiej Brytanii, sytuację postanowił wykorzystać dej Algieru i – czując się bezkarny – ponownie zaczął wyłapywać amerykańskie statki handlowe na Morzu Śródziemnym. 2 marca 1815 roku, na prośbę prezydenta Jamesa Madisona, Kongres wypowiedział Algierowi wojnę. Natychmiast podjęto prace celem przygotowania dwóch amerykańskich eskadr – jednej w Bostonie (komodor William Bainbridge) i drugiej w Nowym Jorku (komodor Steven Decatur).
„Congress” dostał nowego dowódcę, komandora Charlesa Morrisa, i został włączony do eskadry Bainbridge’a. Po remoncie i wyposażeniu, okręt wyszedł w czerwcu w morze i po kilku tygodniach dotarł do Holandii, gdzie zawiózł nowego ambasadora USA, Williama Eustisa. Następnie okręt pożeglował na Morze Śródziemne i przybył na początku sierpnia do Kartageny dołączając do eskadry Bainbridge’a. Jednakże, na krótko przed przybyciem fregaty, komodor Decatur zmusił Algier do zawarcia traktatu pokojowego.
Fregata „Congress”, slup wojenny „Erie” oraz brygi „Chippewa” i „Spark” towarzyszyły USS „Independence”, flagowemu okrętowi Bainbridge’a – pierwszemu amerykańskiemu okrętowi liniowemu – w pokazie siły na redzie Algieru. Eskadra pojawiła się w tym samym celu pod Trypolisem i Tunisem, po czym, w początkach października, wróciła do Gibraltaru. Tam „Congress”, jak wiele innych okrętów, otrzymał rozkaz powrotu do Stanów Zjednoczonych. Fregata przybyła do Newport, Rhode Island, a wkrótce potem do Bostonu, gdzie w grudniu została odstawiona do rezerwy.

## Pozostałe działania
W czerwcu 1816 roku Charles Morris ponownie objął dowodzenie fregatą i zaczął przygotowania do rejsu na Ocean Spokojny, a ściślej do wybrzeży Kalifornii. Celem wyprawy było odebranie Brytyjczykom Fortu Astoria, a poza tym zdobycie informacji o portach morskich wzdłuż wybrzeża dla rozwoju handlu na tych szlakach w przyszłości. Plan ten został jednak przekreślony przez zderzenie okrętu US Navy z hiszpańskim statkiem w Zatoce Meksykańskiej. W rezultacie eskadra Morrisa pozostawała w Zatoce przez dwa miesiące, by strzec bezpieczeństwa żeglugi amerykańskiej.
USS „Congress” ponownie przybył do Zatoki Meksykańskiej w grudniu 1816 roku i patrolował jej wody do lipca roku 1817, wykonując obowiązki, które Morris określił jako „nudne i nieciekawe”. Stamtąd okręt pożeglował na Haiti, gdzie Morris i przedstawiciel władz USA prowadzili rokowania z samozwańczym królem Henri Christophem, a następnie do Wenezueli celem zebrania informacji o przebiegu tamtejszej wojny o niepodległość. „Congress” przybył tam około 21 sierpnia i odwiedził miasto Barcelona.
Po powrocie do Norfolk Navy Yard w tym samym roku Morris poprosił o zwolnienie z obowiązków z powodów zdrowotnych, w związku z czym komendę objął Arthur Sinclair. Sinclair wkrótce zaczął przygotowywać okręt do powrotu do Ameryki Południowej, gdzie miał dostarczyć sporą grupę dyplomatów mających przekonywać różne kraje kontynentu, że Stany Zjednoczone pozostają neutralne w ich wojnach o niepodległość z Hiszpanią. „Congress” wyszedł z Norfolk 4 grudnia i powrócił w lipcu 1818 roku.
Na początku 1819 roku „Congress” odbył podróż do Chin, będąc pierwszym okrętem US Navy, jaki odwiedził Kraj Środka. Do Stanów powrócił w maju roku 1821. Tymczasem piraci karaibscy zaczęli napadać statki amerykańskie w Indiach Zachodnich, więc na początku 1822 roku „Congress” ponownie ruszył w morze jako okręt flagowy komodora Jamesa Biddle'a. Odnotowano, że 24 lipca fregata przyjęła więźniów ze zdobytego pirackiego statku „Bandara D'Sangare”. Fregata wróciła do Norfolk w kwietniu 1823 roku, a tam Biddle natychmiast zaczął przygotowywać ją do podróży do Hiszpanii i Argentyny w celu zawiezienia tam nowo mianowanych ambasadorów, Hugh Nelsona i Caesara Rodneya.
Należało dokonać gruntownej modyfikacji pokładu głównego, ze względu na konieczność pomieszczenia żony Rodneya i jego jedenastu dzieci. Na dodatek, meble i sprzęty domowe Rodneya, których ilość Biddle określił jako „wystarczającą do zapełnienia sporego statku handlowego”, trzeba było zmieścić w ładowniach, a tym samym większość wyposażenia okrętu trzeba było przenieść gdzie indziej. Fregata wyruszyła z Wilmington 8 czerwca i przybyła do Gibraltaru, gdzie Hugh Nelson wyokrętował się, udając się do Hiszpanii. 18 września „Congress” przybył do Rio de Janeiro, gdzie Rodney wynajął statek handlowy do przewiezienia jego i jego rodziny do Buenos Aires. „Congress” wrócił do Norfolk 17 grudnia 1823 roku.
Później „Congress” służył jako hulk mieszkalny przeholowywany z Norfolk do Washington Navy Yards i z powrotem według potrzeb. Fregata pełniła te obowiązki przez następne dziesięć lat, aż kontrola stanu kadłuba, przeprowadzona w roku 1834, wykazała, że nie nadaje się on już do naprawy; „Congress” został rozebrany jeszcze w tym samym roku.